# Don't Sit Under the Apple Tree (with Anyone Else but Me)
Don't Sit Under the Apple Tree (With Anyone Else But Me) es una canción popular de 1939 interpretada por Glenn Miller y The Andrews Sisters la cual fue compuesta durante la II Guerra Mundial cuyas letras estaban relacionadas con el conflicto bélico de entonces puesto que habla del amor y de la fidelidad de dos jóvenes amantes mientras uno parte para la guerra.
Titulada en un principio Anywhere the Bluebird Goes, el sencillo fue compuesto por Sam H. Stept como una adaptación del tema folk del siglo XIX: Long, Long Ago. La letra fue escrita por Lew Brown y Charles Tobias. En 1939 sonó por primera vez en Broadway en el musical Yokel Boy. En 1941 y con la entrada de Estados Unidos en la II Guerra Mundial parte del estribillo fue modificado de modo que terminase en: "till i come marching home" (hasta que vuelva a casa).
En febrero de 1942 la orquesta de Glenn Miller grabó la pieza con la colaboración de Tex Beneke, Marion Hutton y The Modernaires y estuvo durante trece semanas en el US Billboard Charts siendo también el duodécimo trabajo más rentable del año. En mayo del mismo año formó parte de la banda sonora de la película Private Buckaroo en el que la cantante hizo un cameo. Posteriormente The Andrew Sisters grabaron una edición en la discográfica Decca Records con otros vocalistas, entre los que se incluye Kay Kyser. Don't Sit Under the Apple Tree es una de las pocas canciones en tener tres covers que terminaron siendo un éxito.
Al año siguiente Harold Adamson y Jimmy McHugh hicieron una versión parodia para la película Around the World. Otra adaptación destacada aparece en la película de 2010 Devil.